# Vizuální gramotnost
Vizuální gramotnost je schopnost interpretovat, předvádět a hledat význam v informacích prezentovaných v obrazových formátech, čímž rozšiřujeme tradiční pojetí gramotnosti, vztahující se k práci s informací v textové podobě. Vizuální gramotnost je založena na myšlence, že je možné číst vizuální informace a následně je interpretovat skrze čtení. Informací v textové podobě a obecnému čtení informací se věnuje oblast informační gramotnosti. Vizuální gramotnost je také definována skrze seznam kompetencí spojenou s vizuální komunikací.

## Historie
Pojem vizuální gramotnost poprvé použil John Debes v roce 1969, který ji definoval jako "skupinu zrakových kompetencí, které člověk vyvíjí jak zrakem, tak integrací smyslových zkušeností. Rozvoj těchto kompetencí je fundamentální pro normální učení člověka. Rozvinuté schopnosti člověku umožňují vizuálně gramotnému člověku rozlišovat a interpretovat vizuální akce, objekty, symboly (přírodní i člověkem vytvořené), které potkává ve svém okolí. Skrze kreativní užití těchto kompetencí komunikuje s ostatními. Skrze pokročilé užití těchto kompetencí je schopen chápat a užívat si mistrovských děl vizuální komunikace."

## Kompetence vizuální gramotnosti
Existuje velké množství kompetenčních rámců vizuální gramotnosti, jednou z nich je standard vizuální gramotnosti ACRL pro vyšší vzdělávání. Podle ACRL (The Association of College & Research Libraries) je vizuálně gramotný člověk schopen:
- Identifikovat podstatu a rozsah potřebného vizuálního materiálu;
- Získat přístup k potřebným obrazovým a vizuálním médiím efektivně a účinně;
- Interpretovat a analyzovat význam obrazových a vizuálních médií;
- Hodnotit obrazy a jejich zdroje;
- Používat obrazy a jejich zdroje;
- Designovat a vytvářet obrazová a vizuální média;
- Chápat etické, legální, sociální a ekonomické problémy spojené s tvorbou a používáním obrazových a vizuálních médií a přistupovat k a užívat vizuální materiály eticky.[5]